# Flugplatz Auerbach

i7
i11
i13
Der Flugplatz Auerbach (ICAO-Code: EDOA) ist ein deutscher Verkehrslandeplatz bei Auerbach/Vogtl.
Er liegt im sächsischen Vogtland südwestlich von Auerbach und nördlich von Falkenstein. Er ist für Luftfahrzeuge bis 5,7 t zugelassen.
Der Flugplatz feierte 2007 sein 50-jähriges Bestehen. Dazu fand am 25. und 26. August 2007 ein Flugplatzfest mit großer Flugschau statt. Auch das 65-jährige Jubiläum wurde am 2. und 3. Juli 2022 mit einem Flugplatzfest inklusive internationaler Flugschau gefeiert.

## Ansässige Unternehmen und Vereine
Am Flugplatz ist der Fliegerklub Auerbach / V. e.V ansässig. 

## Verkehr
Am Flugplatz sind keine Fluggesellschaften ansässig. Das Gelände mit seiner 800 Meter langen und 23 Meter breiten Asphaltbahn in Nord-Süd-Ausrichtung dient hauptsächlich dem Luftsport, wird jedoch auch für Geschäftsflüge genutzt.

## Anfahrt
Zufahrt über die K7830 (Falkensteiner Straße bzw. Alte Auerbacher Straße) aus Richtung Auerbach oder Falkenstein kommend und Reumtengrüner Weg.